# Waihemo / Shag River
Der Waihemo / Shag River ist ein Fluss in der Region Otago auf der Südinsel von Neuseeland.

## Geographie
Der Waihemo / Shag River entspringt auf einer Höhe von 1420 m an der südlichen Flanke des 1528 m hohen Kakanui Peak in den Kakanui Mountains. Don dort aus fließt der noch junge Fluss zunächst für knapp 9 km in südsüdwestliche Richtung, um dann rund 1,8 km südwestlich der Querung mit dem New Zealand State Highway 85 in einem 90-Grad-Winkel nach Südosten zu schwenken. Begleitet von den State Highway behält der Waihemo / Shag River seine Richtung, bei, bis er rund 7,7 km östlich von Palmerston, südlich des Küstenvorsprunges Shag Point in den Pazifischen Ozean mündet.
Rund 3,6 km westnordwestlich des Mündungsgebietes des Waihemo / Shag River überquere zusammen der von Norden kommende New Zealand State Highway 1 und die Eisenbahnstrecke der Main South Line den Fluss.

## Geschichte
Die Nebenstrecke Dunback and Makareao Branches der Main South Line wurde von den 1880er Jahren bis 1989 betrieben und folgt von ihrem Abzweig von der Main South Line in Palmerston bis zum Endpunkt in Dunback zu großen Teilen dem Flusslauf.